# Alstom Coradia
Alstom Coradia — семейство пассажирских электро- и дизель-поездов производства французской компании Alstom для междугородних и региональных служб. Их модификации работают в Европе, Северной Америке и Африке.

## Дизайн
Coradia - является семейством высокопроизводительных подвижных составов, производимых компанией Alstom Transport и производимый в различных конфигурациях в соответствии с различными требованиями операторов. Он доступен как в дизельной (DMU), так и в электрической многоблочной конфигурации (EMU). Была разработана двухэтажная модель повышенной вместимости Coradia Duplex. Coradia использует собственную тяговую систему Onix IGBT компании Alstom, которая продвигается как обеспечивающая плавное ускорение и энергосбережение. Стандартные варианты поезда оснащены системой рекуперативного торможения. Coradia также может быть оснащена различными системами связи и сигнализации, включая английскую автоматическую защиту поездов (ATP) и европейскую систему управления поездами (ETCS).
«Coradia» спроектирован для обеспечения высокого уровня комфорта для пассажиров. Дизайн интерьера включает в себя модульную философию; в стандартной комплектации пассажирский салон оснащён рассеянным освещением, багажными полками и складскими помещениями, а также перегородками, отделяющие вестибюль и сидячие места. Каждое сиденье может быть оборудовано электрическими розетками, индивидуальным освещением, различными аудио-и видеосистемами. Как конфигурация, так и расстояние между сидений настраиваются в соответствии с требованиями оператора. Внутренние фитинги могут быть легко перераспределены, как правило, монтируются в специально построенные пазы. Среди вариантов, доступных для настройки, есть такое оборудование, как автоматы для продажи билетов в поезде и встроенный интернет; также могут быть установлены специализированные средства доступа для пассажиров с ограниченными возможностями.
Линейка региональных поездов Coradia включает в себя варианты Coradia Duplex, Coradia Lint, Coradia Continental, Coradia Polyvalent и Coradia Nordic. Alstom также разработала Coradia Meridian специально для Trenitalia и других региональных операторов в Италии. Coradia Continental эксплуатировался в виде трёх, четырёх, пяти или шести вагонных комплектов. В пиковое время к ним можно было присоединить до четырёх вагонных комплектов. Тяговая система монтируется на крыше, освобождая место для более просторного интерьера. Разработанный для немецкого и других европейских рынков, Continental соответствует стандарту погрузочной колеи Международного союза железных дорог (МСЖД) и подходит для платформ высотой 550—760 мм.
Coradia Duplex - является двухэтажным электропоездом, работающий в двух-семи вагонах. Кроме того, до четырёх вагонов могут быть соединены вместе ещё два состава для формирования максимальной длины в 12 вагонов. Линейка Duplex включает в себя две модели, одна из которых разработана и используется для обслуживания TER во Франции (обозначен класс Z 26500), а также Chemins de Fer Luxembourgeois (обозначен CFL 2200), в то время как другая используется в Швеции.
Coradia Nordic - имеет более широкий кузов, специально разработанный для стандарта широкой колеи, широко используемого в Северной Европе, и доступный в конфигурациях четырёх, пяти или шести вагонов (EMU). Чтобы его можно было использовать в суровые зимы, характерные для Скандинавии, он может эксплуатироваться при температуре до −35 °C и храниться при температуре до −40 °C . Чтобы создать пространство для удобства пассажиров и сидячих мест, его тяговое оборудование смонтировано на крыше.
Coradia LINT, первоначально разработанный компанией Linke-Hofmann-Busch (LHB) до их приобретения компанией Alstom, представляет собой дизельный лёгкий поезд, несколько похожий на Siemens Desiro и Bombardier Talent. Он доступен в конфигурациях одного, двух и трёх вагонных комплектации; до трёх таких вагонов могут быть соединены вместе. 
Coradia Polyvalent - является последним вариантом в семействе Coradia. Он может работать с максимальной скоростью 160 км/ч в электрическом или двухрежимном режиме при напряжении 25 кв и 1500 кВ. Также доступна трансграничная версия, способная работать при напряжении 15 кв, подходящая для немецких и швейцарских железнодорожных сетей. Низкий пол вагонов обеспечивает улучшенную доступность и хороший обзор для пассажиров. Чтобы уменьшить вибрацию и уровень шума, моторизованные тележки размещаются на обоих концах каждой секции.

## Операторы

### Соединённое Королевство

#### Coradia 1000
Первые британские "Корадии" начали работу с пассажирами в 2001 году. Семейство представлено двумя подсемействами. Дизельное семейство Coradia 1000 состоит из класса 175 (27 единиц), который в настоящее время не работает, и класса 180 Adelante (14 единиц), из которых 12 единиц в настоящее время используются оператором Grand Central.

#### Coradia Juniper
Электрическое семейство Coradia Juniper состоит из класса 334 (используется для пригородных перевозок Глазго, 40 единиц), класса 458 (используется на маршрутах от лондонского Ватерлоо до Рединга, 30 единиц), и ранее включало класс 460 (первоначально использовался для обслуживания аэропорта Gatwick Express, но полностью был преобразован в класс 458/5 (к началу 2016 года).
| Класс (Class)                              | Фотография | Оператор                                             | Год       | Произведено | Количество Вагонов | Эксплуатируется? | Способ питания                                 | Примечания |
| ------------------------------------------ | ---------- | ---------------------------------------------------- | --------- | ----------- | ------------------ | ---------------- | ---------------------------------------------- | --- |
| British Rail Class 175                     |            | На хранении                                          | 1999-2001 | 27          | 2 или 3            | Нет*             | Дизельные двигатели на гидравлической передаче | Два последних вагона обозначены буквами А и С, независимо от того, находится ли посередине вагон В. *Составы готовятся для работы с иным оператором Great Western Railway. |
| British Rail Class 180                     |            | Grand Central                                        | 2000-2001 | 14          | 5                  | Да               | Дизельные двигатели на гидравлической передаче | |
| British Rail Class 334                     |            | Abellio ScotRail                                     | 1999-2002 | 40          | 3                  | Да               | Контактная сеть переменного тока 25кВ 50Гц     | |
| British Rail Class 458 (4JOP, 5JUP, 4JUP?) |            | Юго-Западная Железная Дорога (South Western Railway) | 1998-2002 | 30          | 5                  | Да               | Контактный рельс постоянного тока 750В         | Был построен в четырехвагонной составности 458 (4JOP) в количестве 30 штук для South West Trains, был перестроен в 2012-2013 годах вместе с классом 460 в пятивагонную модификацию 458/5 (5JUP) в количестве 36 штук. 28 составов класса 458/5 были перестроены обратно в четырехвагонную составность класса 458/4 (4JUP) в 2021 году. |
| British Rail Class 460 (8GAT)              |            | Gatwick Express                                      | 1999-2001 | 8           | 8                  | Нет              | Контактный рельс постоянного тока 750В         | Выведен из эксплуатации в 2012 году и был преобразован в класс 458/5 (5JUP) Юго-Западных Железных Дорог. |

### Континентальная Европа

#### Франция
В октябре 2009 года Alstom получила заказ на 100 Coradia Polyvalents на сумму 800 миллионов евро (1,2 миллиарда долларов) от Французского национального железнодорожного оператора SNCF; опцион на 130 миллионов евро ещё на 19 поездов был реализован в январе 2010 года. В марте 2010 года компания получила последующий контракт на сумму 135 миллионов евро на дополнительные 23 Coradia Polyvalents от SNCF. В мае 2014 года поезд Régiolis был представлен ARF (Ассоциацией французских регионов), SNCF и Alstom на станции Vaugirard в Париже. Целых 182 поезда Régiolis были заказаны 12 французскими регионами.

#### Германия
Coradia Continental работает у нескольких операторов в Германии. Он был представлен в 2002 году и был заказан Hamburger Hochbahn (для agilis), DB Regio, Metronom и Hessische Landesbahn (HLB).
Также эксплуатируется Coradia LINT, известная под местными обозначениями DB class 640 и DB class 648. В мае 2013 года частный оператор AKN Eisenbahn заказал 14 кузовов Coradia на сумму около 60 миллионов евро. В мае 2014 года Alstom поставила первый из 24 модернизированных Coradia LINT немецкому государственному управлению общественного транспорта Нижней Саксонии Landesnahverkehrsgesellschaft Niedersachsen (LNVG). В апреле 2014 года компания согласилась поставить LNVG шесть новых Coradia LINT; в том же месяце компания Verkehrsverbund Mittelsachsen (VMS) в Центральной Саксонии, Германия, подписала контракт на поставку 29 электропоездов Coradia Continental стоимостью 150 миллионов евро.
В декабре 2015 года компания Hessische Landesbahn заключила контракт на сумму 160 млн евро на 30 эму Coradia Continental, которые будут работать в сети Südhessen-Untermain. В марте 2016 года компания Transdev разместила заказ на 28 Линтов Coradia для эксплуатации в Аугсбурге, Германия. В апреле 2016 года DB Regio разместила заказ на восемь Coradia LINT стоимостью 40 миллионов евро.

#### Швеция
Coradia Nordic используется для Storstockholms Lokaltrafik (обозначается X60) для пригородных перевозок в районе Стокгольма и вокруг него. В июне 2012 года Storstockholms Lokaltrafik заключила контракт на сумму 440 миллионов евро (548 миллионов долларов) на 46 поездов Coradia Nordic, что, как сообщается, привело к тому, что общее количество заказов Nordic trains достигло 129. Ещё несколько контрактов было реализовано для других шведских операторов, главным образом Skånetrafiken в округе Сконе. В феврале 2015 года Skånetrafiken разместила заказ на сумму около 150 миллионов евро для 25 Coradia Nordics. Как континентальные, так и нордические модификации первоначально продавались как Coradia Lirex.
Вариан двухэтажного Coradia, SJ X40 используемого компанией SJ AB, первоначально предполагалось использовать для регионального движения вокруг озера Меларен в Швеции. Однако SJ AB также развернула поезд на междугороднем маршруте между Стокгольмом и Гётеборгом.

#### Финляндия
VR-класс Sm4 используется для региональных перевозок из Хельсинки в Тампере и Коуволу.

#### Италия
В сентябре 2012 года Alstom получила заказ на сумму 67 миллионов евро от Ferrovie Nord Milano (FNM) на десять дополнительных региональных поездов Coradia Meridian. К 2013 году Alstom поставила FNM 14 поездов в соответствии с соглашением. В ноябре 2012 года руководство FS Italian Group заказало у Alstom ещё 70 Coradia Meridians. Coradia была использована Trenord для обслуживания Malpensa Express в системе аэропорта Convoglio Servizio Aeroportuale.

### Северная Америка
Coradia LINT был введён в эксплуатацию в Северной Америке в 2015 году столичной железной дорогой OCTranspo в Оттаве, Онтарио, Канада, где шесть единиц эксплуатируют LRT-подобную систему как O-train Trillium line.
13 января 2021 года Metra объявила, что купит 500 двухэтажных поездов Coradia.

### Алжир
В 2018 году поезда Coradia были введены в Алжире. СНТФ приобрела 18 поездов для своих длительных поездок между Алжиром-Ораном, начиная с марта 2018 года, и Алжиром-Батной, начиная с мая 2018 года. Компания также планирует использовать поезда Coradia между Алжиром и Сетифом. СНТФ назвал проект « Корадия ЭЛЬДЖАЗИР».

### Сенегал
Alstom начал поставлять 15 четырёхвагонных составов Coradia Polyvalent для Train Express Regional между Дакаром и Международным аэропортом Блэз-Диань в Сенегале в конце 2018 года. Их эксплуатация идёт с февраля 2019 года.

## Несчастные случаи и инциденты
- 12 июля 2016 года Alstom Coradia попал в лобовое столкновение в Андрии, Апулия, Италия. Погибли по меньшей мере 20 человек.[6]
- 16 октября 2020 года, когда голландский ICNG буксировался из Польши для доставки в Нидерланды, он сошёл с рельс в Дрейлебене, что в Германии, и машинист локомотива, тащившего поезд, получил травму.[7]

## Галерея

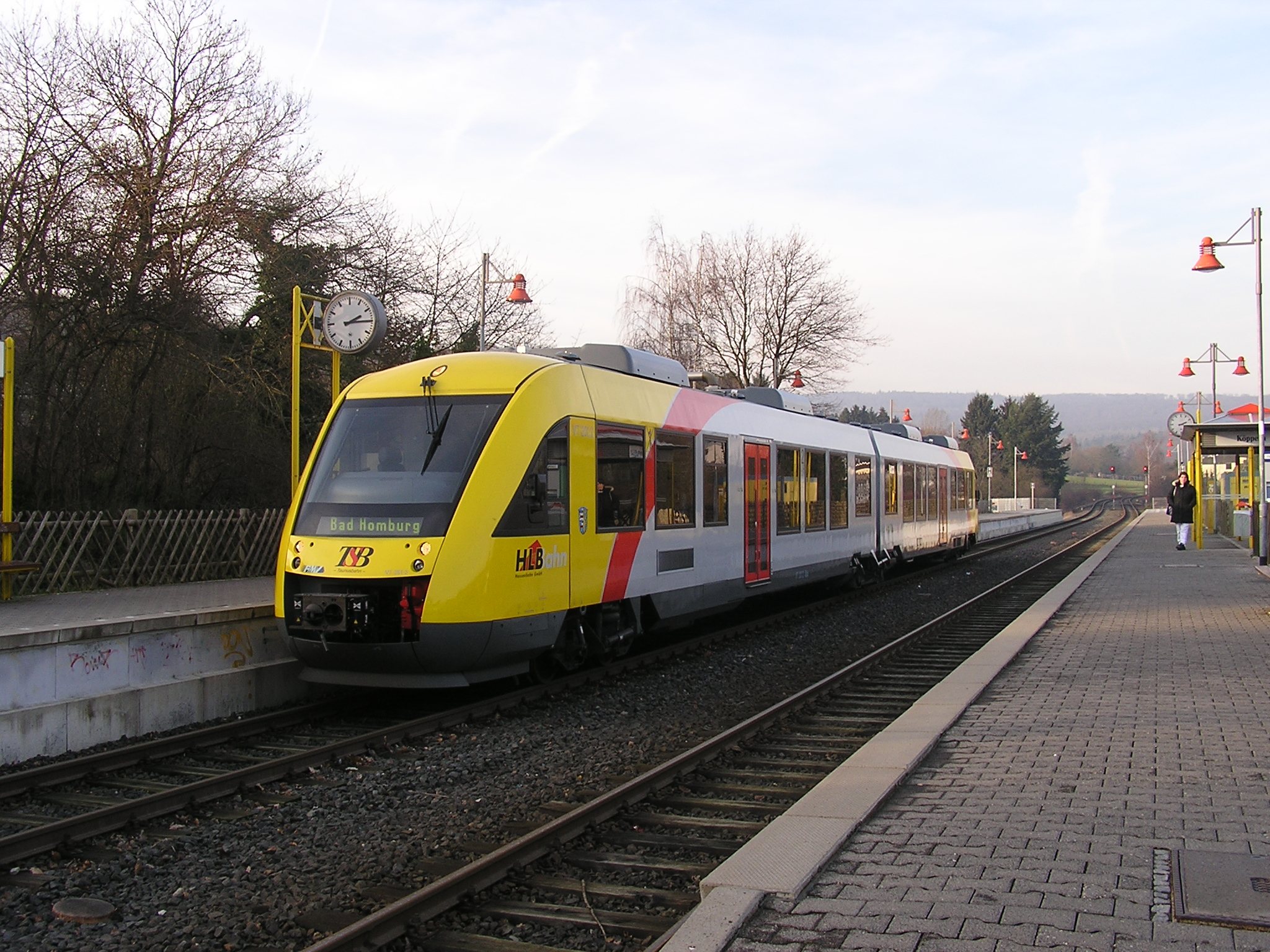
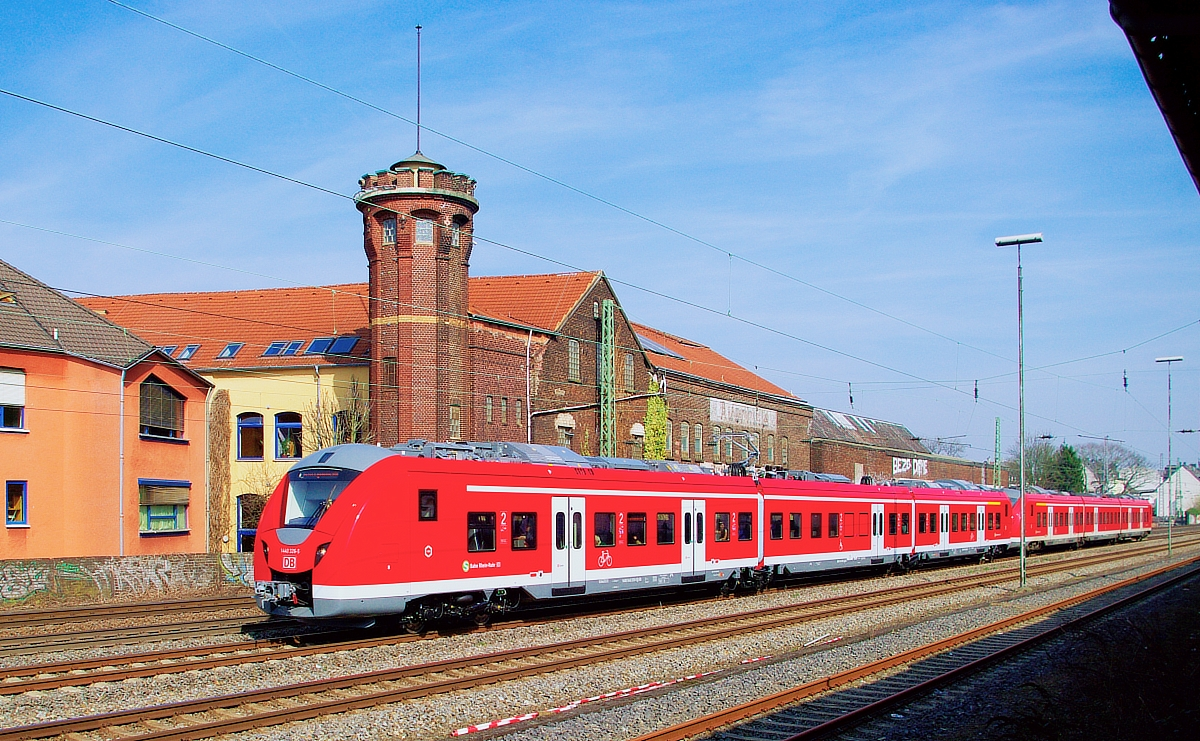
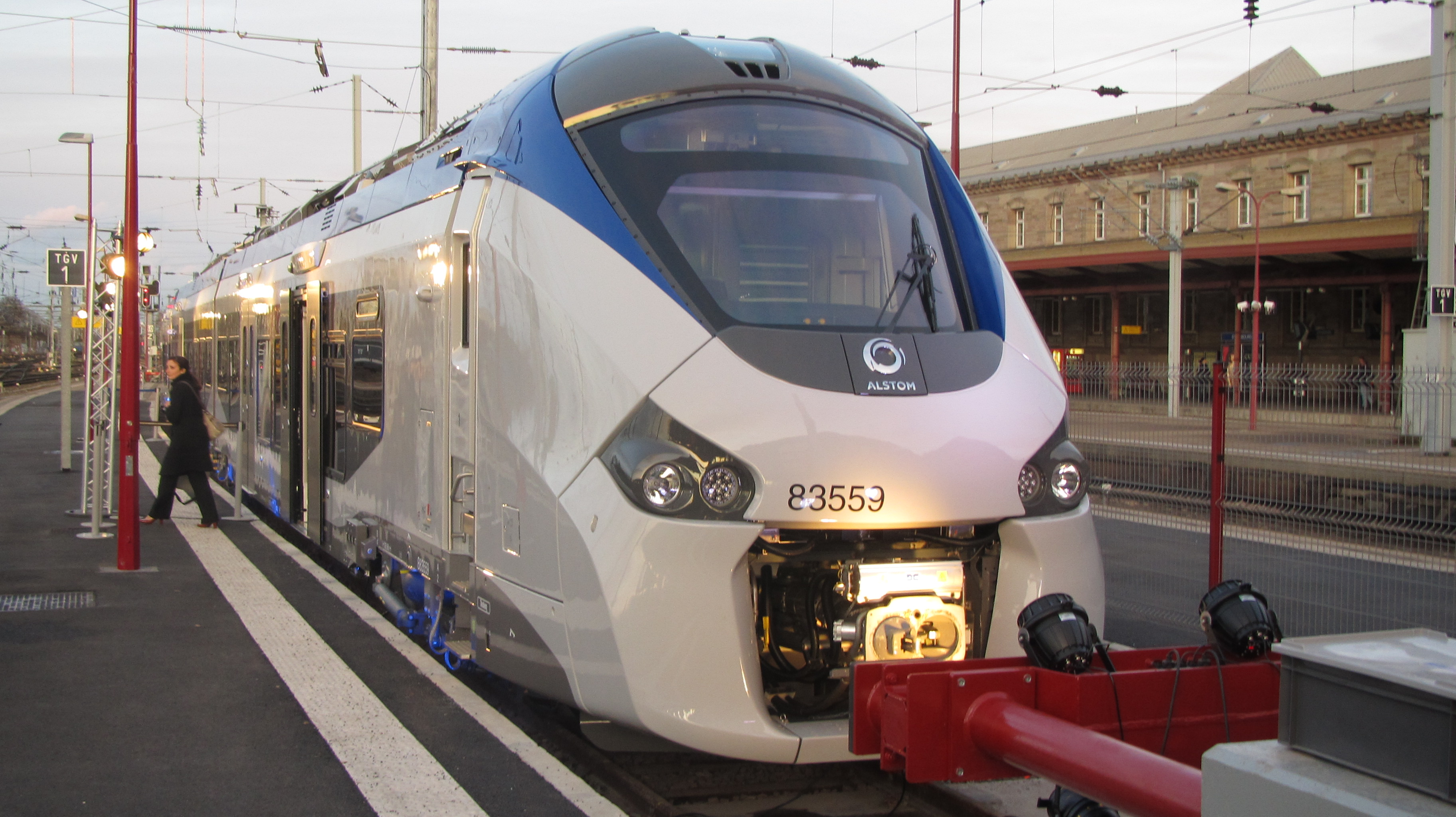
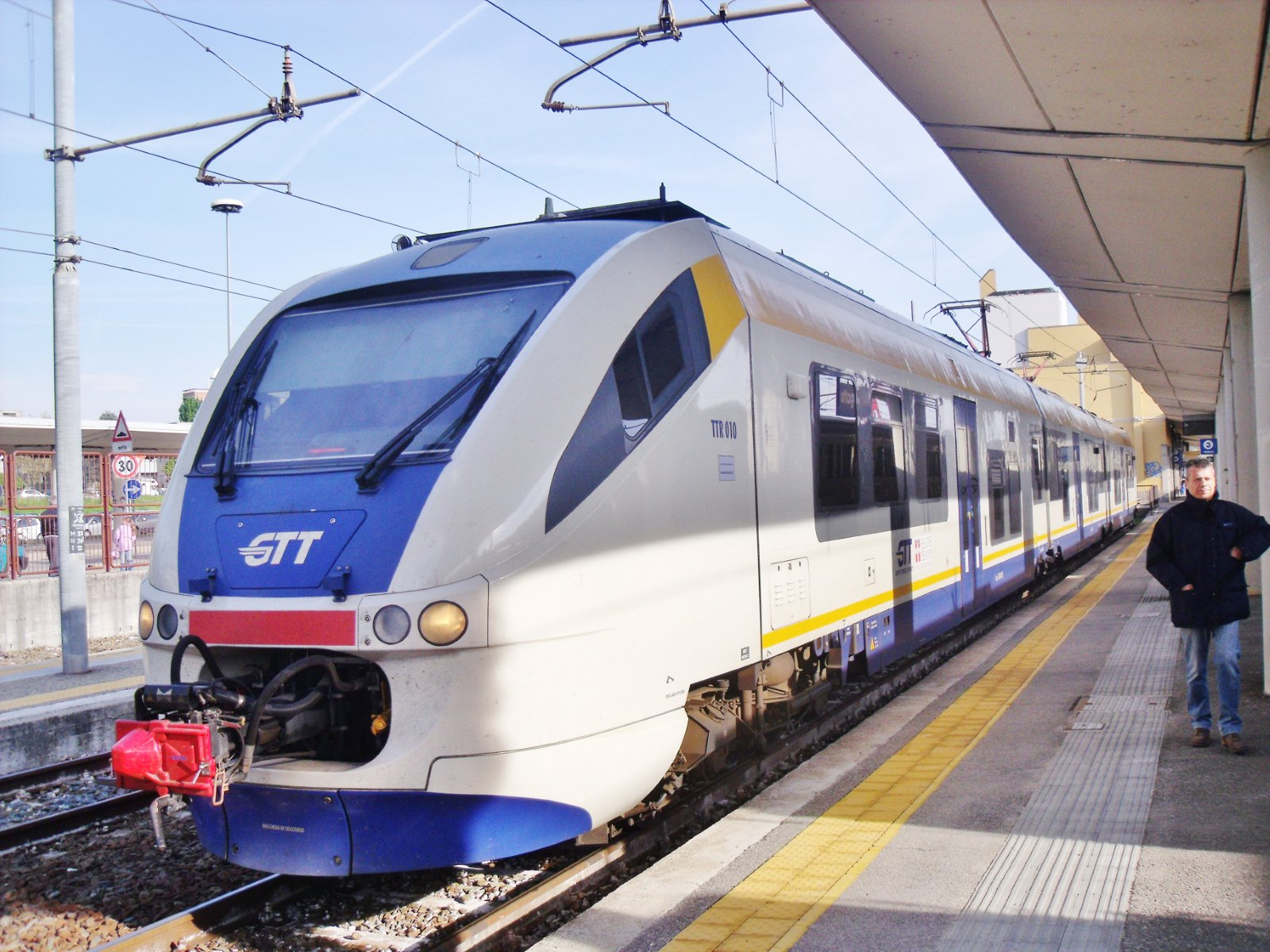